# ФК Бане
ФК Бане је фудбалски клуб из Рашке, Србија, основан 1931. године. Тренутно се такмичи у Шумадијско-рашкој зони, четвртом такмичарском нивоу српског фудбала.
Боја клуба је плаво-бела. Навијачи клуба се зову „Клошари“.
ФК Бане је основан 1931. године као ФК Студеница. Највише успеха ФК Бане је имао у периоду од 1999. до 2004. године, када се такмичио у Другој савезној лиги. Највећи успех остварио је 2002/03. када су првенство у Другој лиги Запад завршили на другом месту иза Борца из Чачка, који се као први пласирао у Прву лигу.
У сезони 2011/12., Бане је заузео прво место у Зони Морава и тако се након пет сезона вратио у Српску лигу.
У ФК Бане у прошлости су играли Милан Дудић, Ђорђе Јокић, Миљан Мутавџић, Миланко Рашковић...
| Сезона   | Ранг | Лига                  | Позиција | ИГ | Д  | Н  | П  | ГД | ГП | ГР  | Бод     | Куп                  |
| -------- | ---- | --------------------- | -------- | -- | -- | -- | -- | -- | -- | --- | ------- | -------------------- |
| 2002/03. | 2    | Друга лига Запад      | 2.       | 33 | 15 | 8  | 10 | 49 | 35 | +14 | 53      | Није се квалификовао |
| 2003/04. | 2    | Друга лига Запад      | 9.       | 36 | 4  | 5  | 27 | 27 | 71 | -44 | 17      | Није се квалификовао |
| 2004/05. | 3    | Српска лига Запад     | 18.      | 36 | 2  | 10 | 22 | 20 | 75 | -55 | 16      | Није се квалификовао |
| 2005/06. | 4    | Зона Морава           | 1.       | 34 | 26 | 5  | 3  | 89 | 22 | +67 | 83      | Није се квалификовао |
| 2006/07. | 3    | Српска лига Запад     | 14.      | 34 | 12 | 5  | 17 | 52 | 66 | -14 | 41      | Није се квалификовао |
| 2007/08. | 4    | Зона Морава           | 12.      | 38 | 15 | 9  | 14 | 47 | 46 | +1  | 54      | Није се квалификовао |
| 2008/09. | 4    | Зона Морава           | 13.      | 34 | 10 | 9  | 15 | 32 | 39 | -7  | 39      | Није се квалификовао |
| 2009/10. | 4    | Зона Морава           | 5.       | 30 | 14 | 7  | 9  | 38 | 34 | +4  | 49      | Није се квалификовао |
| 2010/11. | 4    | Зона Морава           | 4.       | 30 | 15 | 5  | 10 | 60 | 37 | +23 | 50      | Није се квалификовао |
| 2011/12. | 4    | Зона Морава           | 1.       | 28 | 21 | 3  | 4  | 56 | 16 | +40 | 66      | Није се квалификовао |
| 2012/13. | 3    | Српска лига Запад     | 10.      | 30 | 10 | 6  | 14 | 27 | 42 | -15 | 36      | Није се квалификовао |
| 2013/14. | 3    | Српска лига Запад     | 10.      | 30 | 10 | 5  | 15 | 27 | 39 | -12 | 35      | Није се квалификовао |
| 2014/15. | 3    | Српска лига Запад     | 15.      | 30 | 6  | 5  | 19 | 20 | 47 | -27 | 23      | Није се квалификовао |
| 2015/16. | 4    | Зона Морава           | 7.       | 28 | 15 | 3  | 10 | 46 | 35 | +11 | 39      | Није се квалификовао |
| 2016/17. | 4    | Зона Морава           | 4.       | 28 | 14 | 6  | 8  | 58 | 36 | +22 | 48      | Није се квалификовао |
| 2017/18. | 4    | Зона Морава           | 4.       | 28 | 9  | 4  | 15 | 29 | 36 | -7  | 31      | Није се квалификовао |
| 2018/19. | 4    | Шумадијско-рашка зона | 11.      | 26 | 9  | 5  | 12 | 45 | 52 | -7  | 31 (-1) | Није се квалификовао |
| 2019/20. | 4    | Шумадијско-рашка зона | 4.       | 16 | 8  | 4  | 4  | 37 | 22 | +15 | 28      | Није се квалификовао |
| 2020/21. | 3    | Српска лига Запад     | 18.      | 34 | 1  | 5  | 28 | 18 | 98 | -80 | 8       | Није се квалификовао |
| 2021/22. | 4    | Шумадијско-рашка зона | -        | -  | -  | -  | -  | -  | -  | -   | -       |                      |

| Бр. |           | Позиција | Играч                     |
| --- | --------- | -------- | ------------------------- |
| 50  | Србија    | Г        | Вук Ћурчић                |
| 3   | Србија    | С        | Томислав Станчић          |
| 6   | Србија    | О        | Стефан Курандић (капитен) |
| 7   | Србија    | Н        | Матија Рачић              |
| 8   | Србија    | О        | Димитрије Томовић         |
| 18  | Србија    | Н        | Јован Михајловић          |
| 14  | Србија    | С        | Лука Ћировић              |
| 19  | Србија    | О        | Игор Милићевић            |
| 1   | Србија    | Г        | Глукчевић                 |
| 22  | Србија    | Н        | Анес Хусовић              |
| 21  | Србија    | Н        | Милош Ђурђевић            |
| 13  | Црна Гора | Н        | Лазар Губеринић           |
| 16  | Србија    | С        | Филип Чоловић.            |
|     | Црна Гора | О        | Андрија Марсенић          |
|     | Србија    | О        | Лазар Илић                |

1. ↑  Фејсбук страна ФК Бана, facebook.com, Приступљено 27. 4. 2013.
2. ↑  СРЈ - сезона 2002/03., www.rsssf.com

- Резултати на srbijasport.net
- ФК Бане страна на Фејсбуку
- Инстаграм страница клуба